# Університет Тунцзі

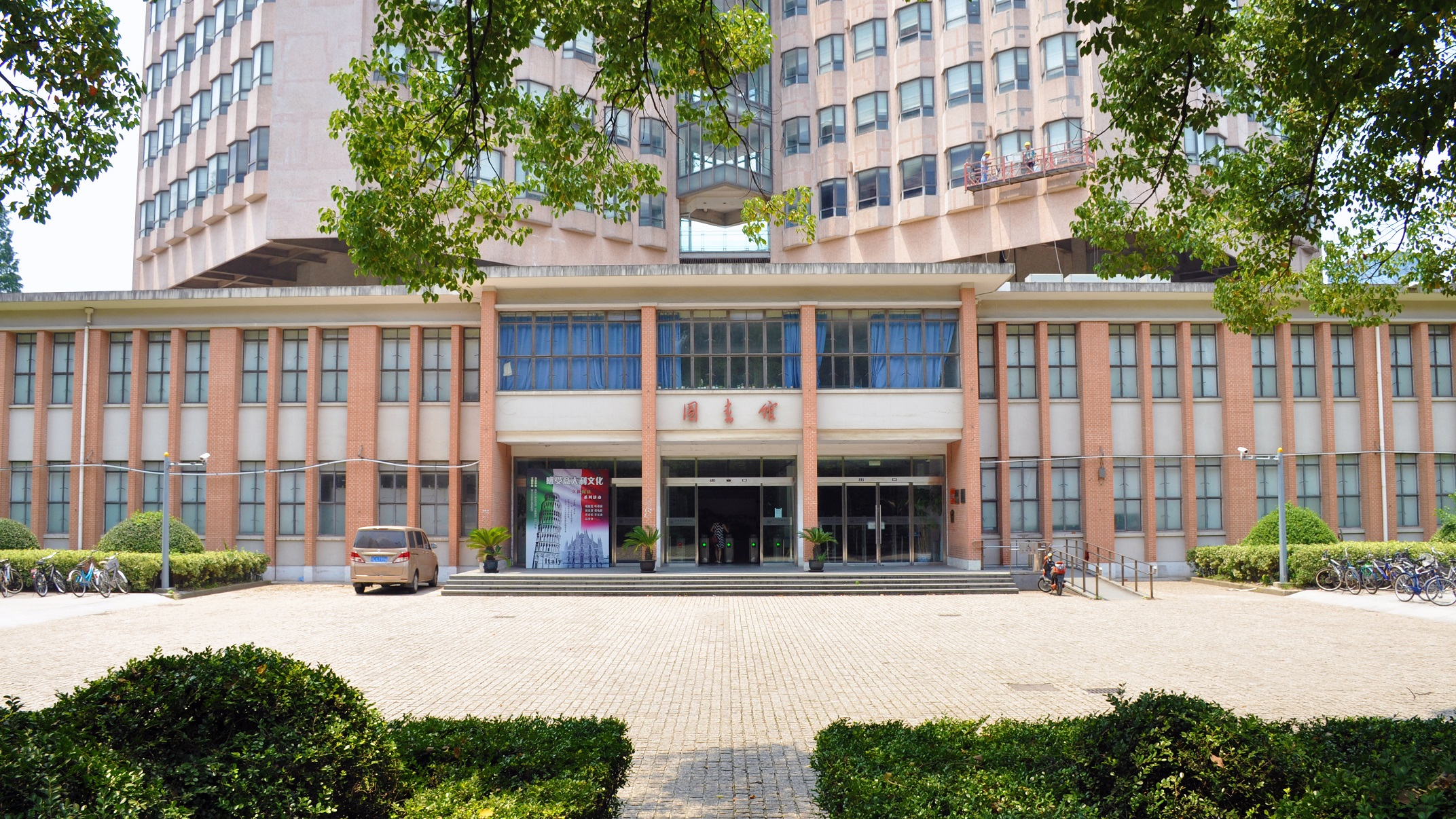

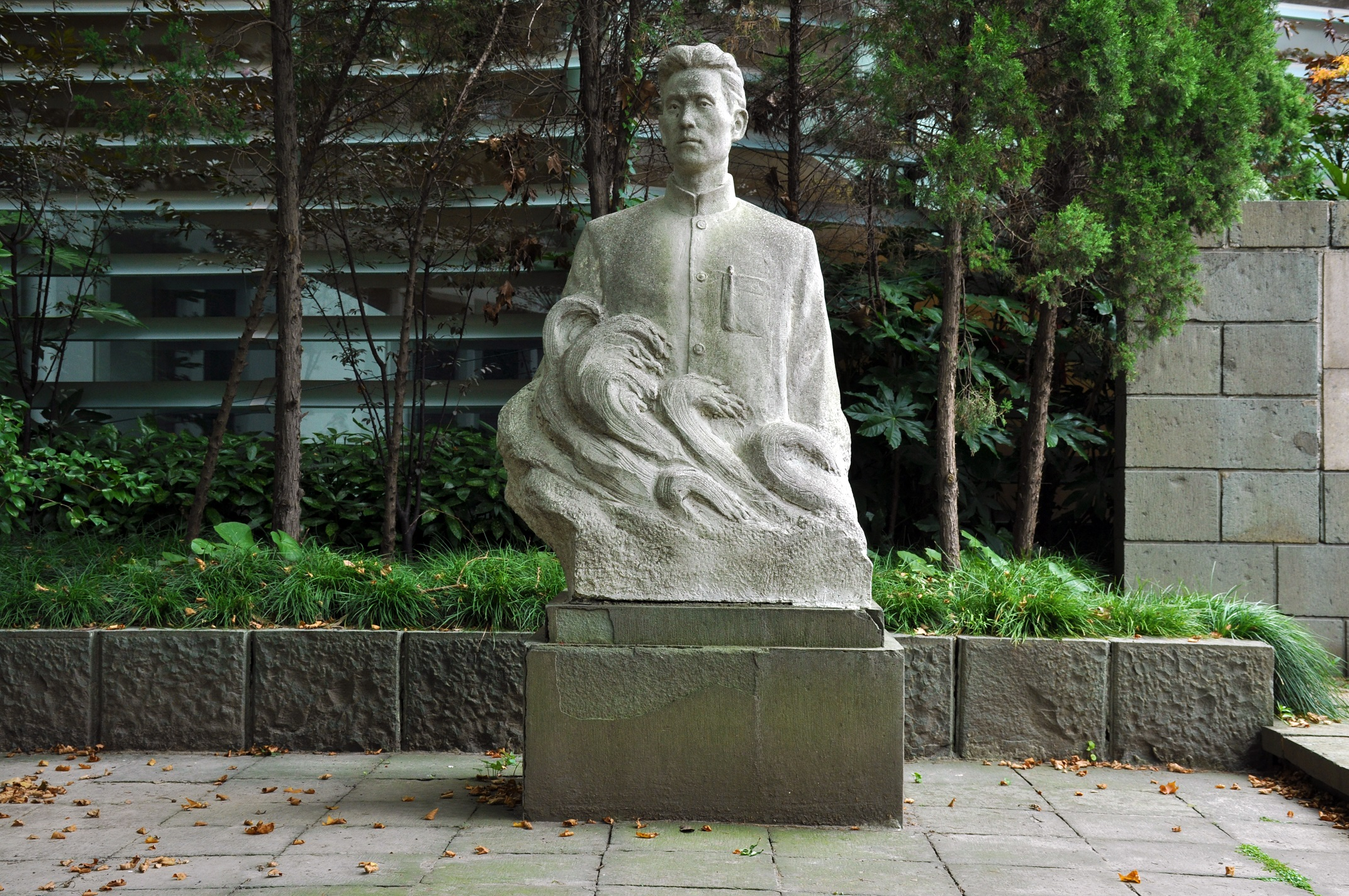

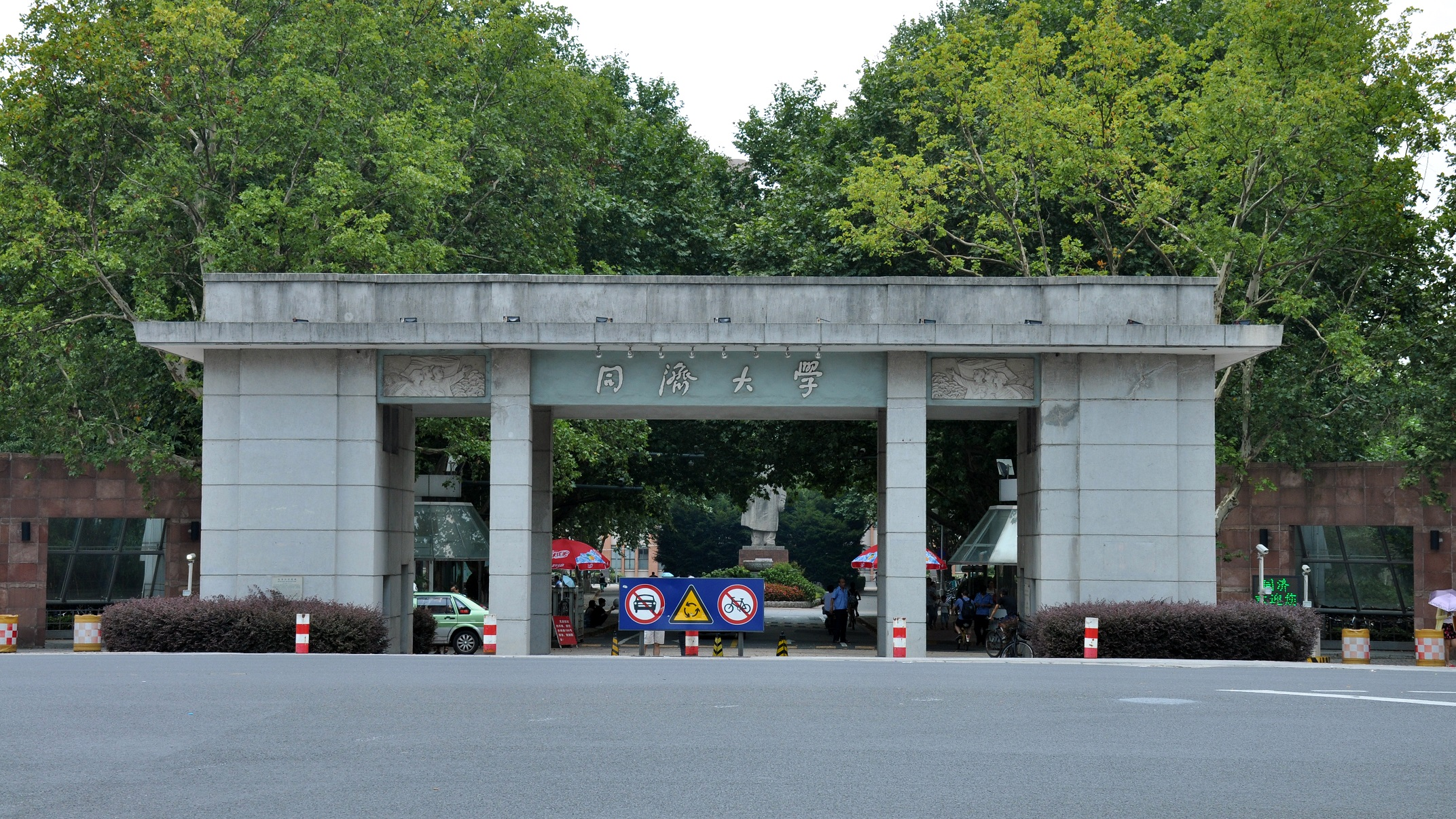
Tongji Daxue Xiaomen

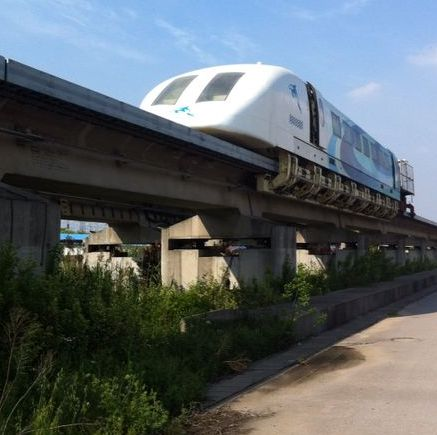
Maglev

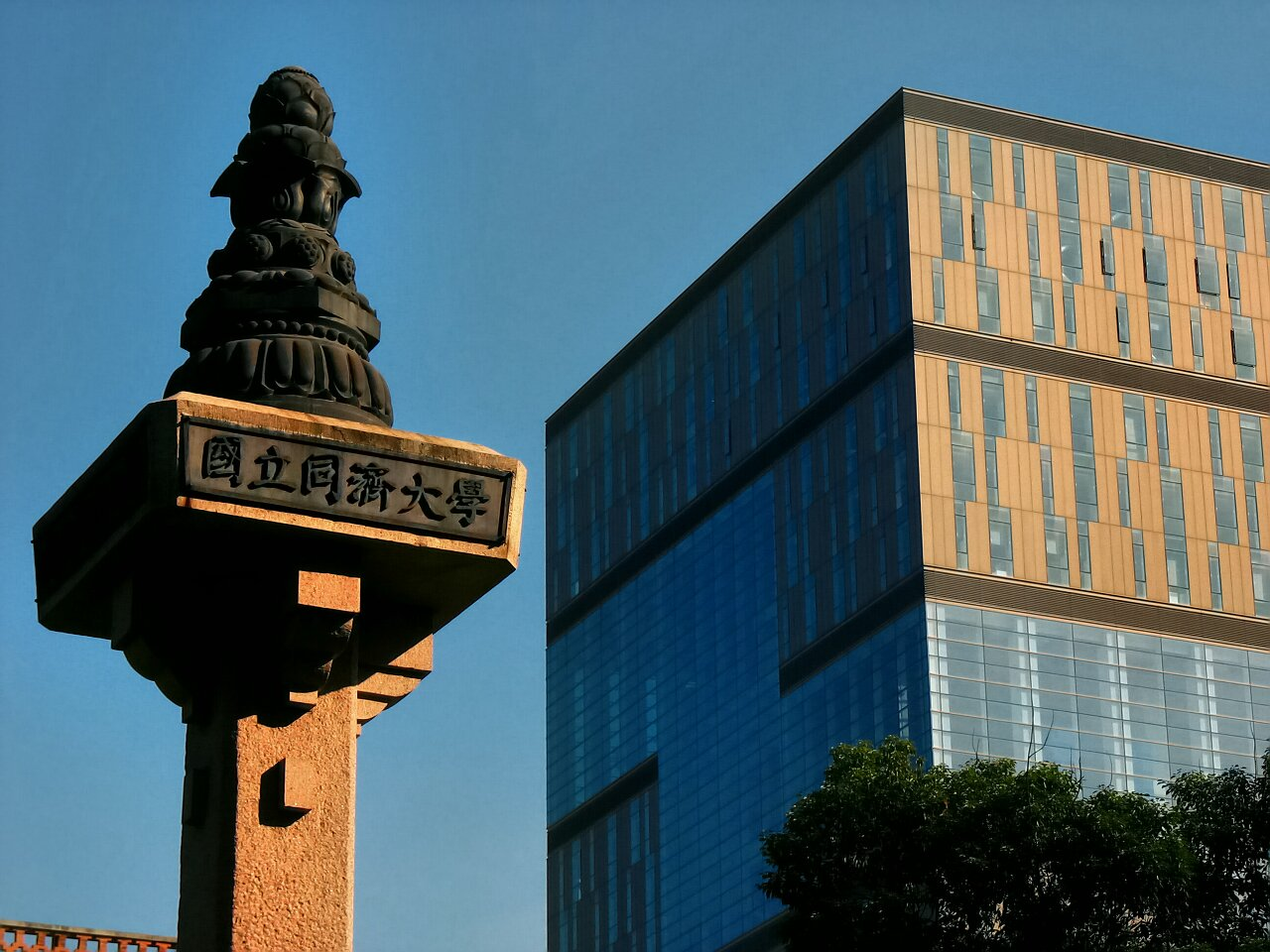

Університет Тунцзі (кит.: 同济 大学 Tóng-jì dà-xué; трад. китайська: 同濟大學) — вищий навчальний заклад в Шанхаї, КНР.
В Університеті Тунцзі навчається 50,000 студентів та аспірантів. ВНЗ видає дипломи ступенів бакалавра, магістра і доктора.

## Адреса, структура і спеціалізація
Штаб-квартира Університету Тунцзі розташована за адресою:
вул. Сіпін 1239, Шанхай, КНР, 200092
Університет має п'ять кампусів у Шанхаї:
- Сіпін (основний) (вул. Сіпін);
- Західний (вул. Женьнань);
- Північний (вул. Гунхесінь);
- Східний (у 2009 перейшов до Шанхайського університету фінансів та економіки) (вул. Удун);
- Цзядінський (район Цзядін)

В складі університету Тунцзі 19 факультетів:
- Коледж архітектури та міського планування;
- Мистецтв та комунікацій;
- Будівництва;
- Економіки та менеджменту;
- Інформаційних технологій;
- Геологічний;
- Екології;
- Іноземних мов;
- Політики і права;
- Машинобудування;
- Медичний:
- Жіночий;
- Транспортний;
- Природничих наук;
- Кінематографічний;
- Аерокосмічний
- Біотехнічний;
- Автомобільний;
- Програмного забезпечення.

Також в університеті діють інститути післядипломної освіти.

## Історія заснування і становлення
В 1907 році Еріх Паулун заснував Німецьку Медичну школу Тунцзі. В 1912 році до навчальних програм закладу були додані технічні предмети і назва була змінена на Медична та інженерна школа Тунцзі. Статус університету школа отримала в 1923 році, а в 1927 була перейменована в Національний університет Тунцзі. Під час японсько-китайської війни університет було перенесено з Шанхая в Чжецзян, а потім в провінцію Цзянсі, пізніше було перенесено в провінцію Сичуань. В 1946 році університет повернувся до Шанхая.
На початку 1950-х років частину факультетів було перенесено до інших університетів. Так наприклад факультети математики та фізики були включені до Фуданського університету. А електротехніки та суднобудування перенесені до Шанхайського університету Цзяотун.
В 1978 році Університет Тунцзі відновив співпрацю з університетами Німеччини і став вікном в культурному та науковому обміні між Китаєм та Німеччиною.
З 1995 року університет бере участь у Проекті 211. В 1996 році університет Тунцзі було об'єднано з Шанхайським університетом міського будівництва, а в 2000 році з Шанхайським Залізничним університетом. З 2002 року університет бере участь у Проекті 985.

## Відомі випускники
- Ван Гуанчоу — (汪光焘 Wāng Guāng-chóu), — міністр будівництва в КНР
- Вань Ган — (万钢 Wàn Gāng) — міністр науки КНР
- Чжу Хун'юань — (朱洪元 Zhū Hóng-yuán)- фізик
- Бей Шичжан- (贝时璋 Bèi Shí-zhāng) — фізіолог, «отець китайської біофізики»
- Цянь Сіньчжун — (钱信忠 Qián Xìn-zhōng) — міністр охорони здоров'я КНР
- Сє Гочжун — (谢国忠 Xiè Guó-zhōng)- економіст